# Colostygia viridaria
Colostygia viridaria là một loài bướm đêm trong họ Geometridae.